# Lavandula angustifolia
La lavanda officinale o lavanda vera, detta anche spico o lavanda a foglie strette (nome scientifico Lavandula angustifolia Miller, oppure come sinonimo anche Lavandula officinalis Chaix), è una pianta suffruticosa sempreverde della famiglia delle Lamiaceae. Si distingue dalla lavanda latifoglia Lavandula latifolia  che possiede foglie più larghe.

## Etimologia
Il nome comune "lavanda" con il quale siamo abituati a chiamare queste piante (ma anche quello scientifico del genere Lavandula) è stato recepito nella lingua italiana dal gerundio latino "lavare" ( = che deve essere lavato) per alludere al fatto che queste specie erano molto utilizzate nell'antichità (soprattutto nel Medioevo) per detergere il corpo. L'epiteto specifico (angustifolia) fa riferimento alle foglie strette di questa specie.
Il nome scientifico è stato definito per la prima volta dal botanico scozzese Philip Miller (Chelsea, 1691 – Chelsea, 1771) nella pubblicazione "Gardeners Dictionary, Edition 8. London - Gard. Dict., ed. 8. n. 2." del 1768.

## Descrizione
Queste piante possono arrivare fino a 3 - 12 dm di altezza (massimo 18 dm). La forma biologica è nano-fanerofite (NP), sono piante perenni e legnose, con gemme svernanti poste ad un'altezza dal suolo tra i 30 cm e i 2 metri. Hanno quindi un portamento arbustivo o subarbustivo o cespitoso-arbustivo. Sono inoltre fortemente aromatiche. L'indumento è grigio-tomentoso (a peli stellati).

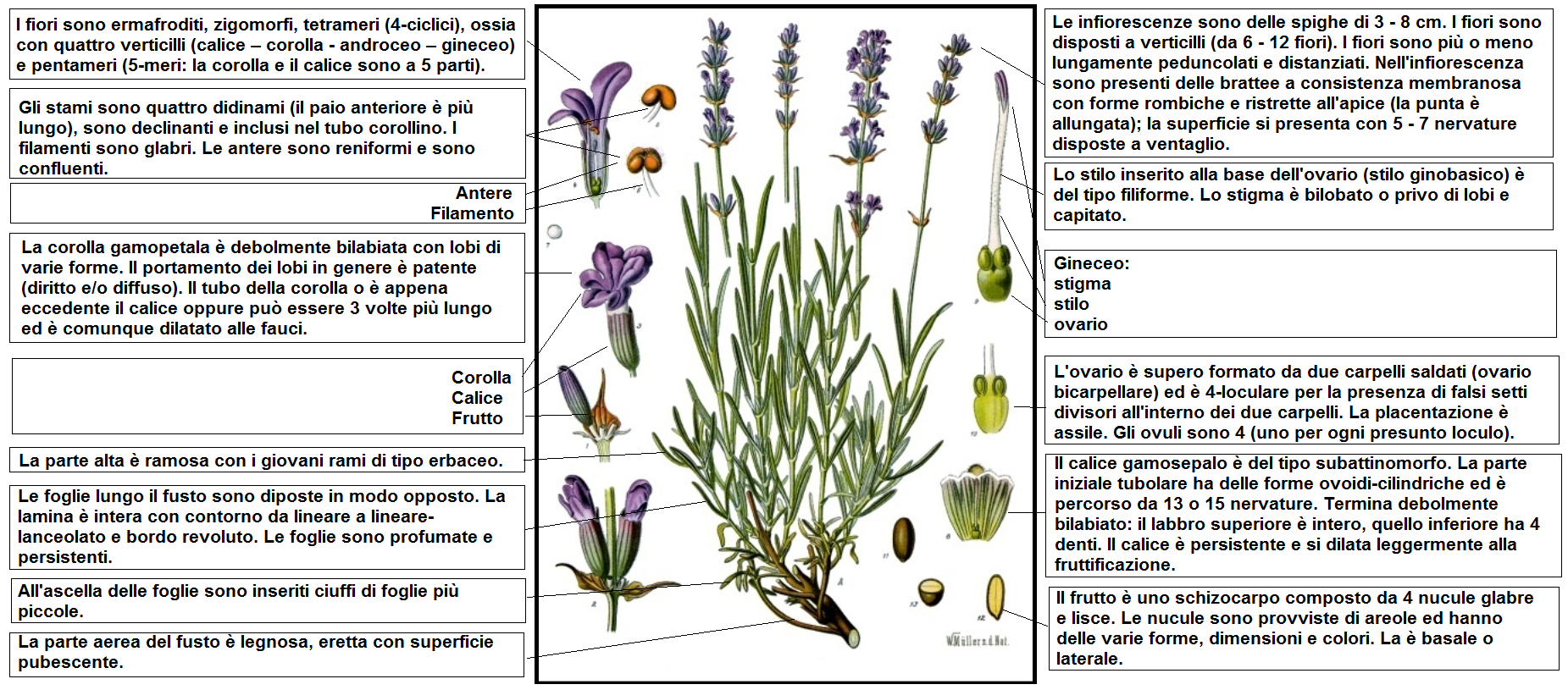
Descrizione delle parti della pianta

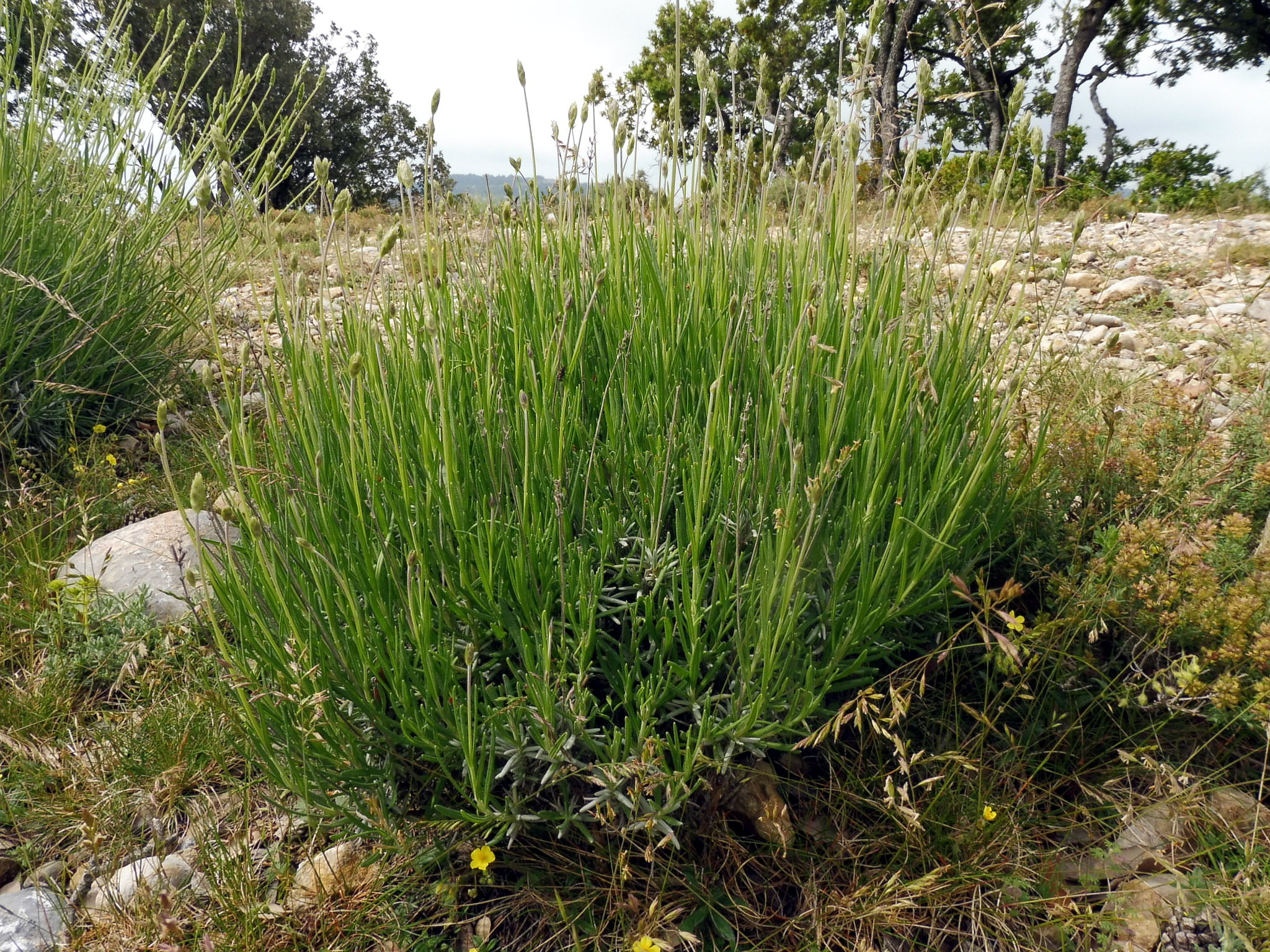
Il portamento

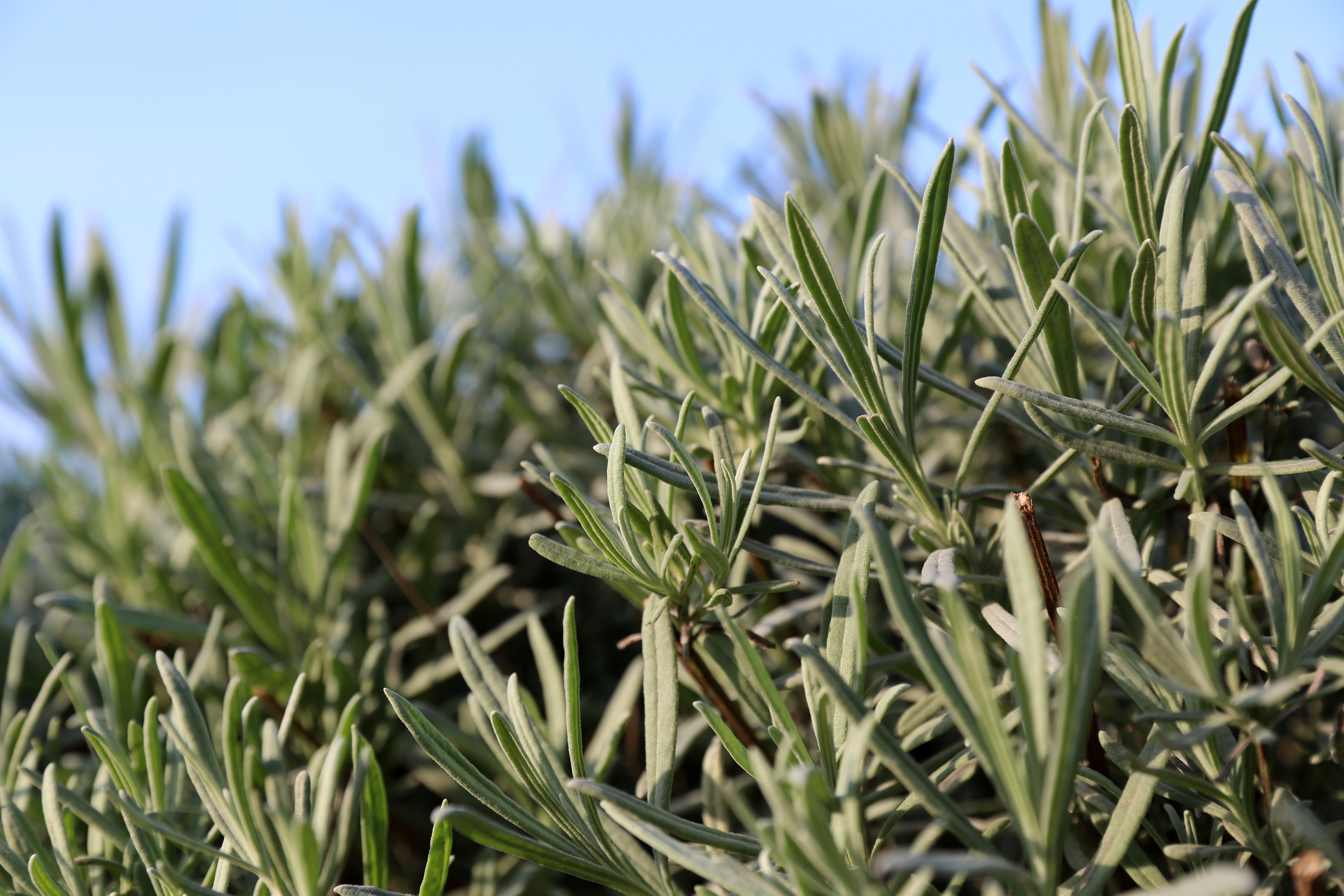
Le foglie

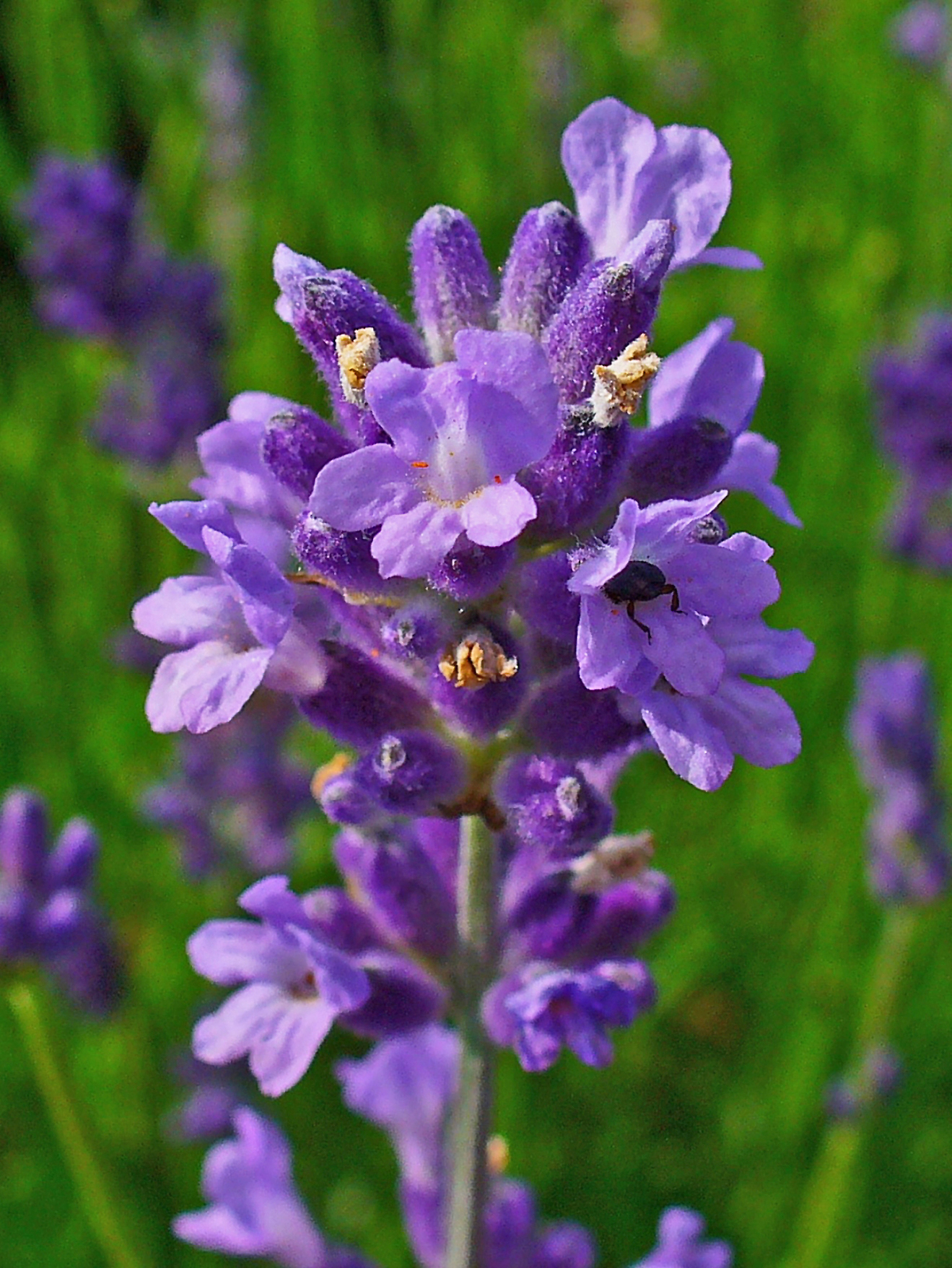
Infiorescenza

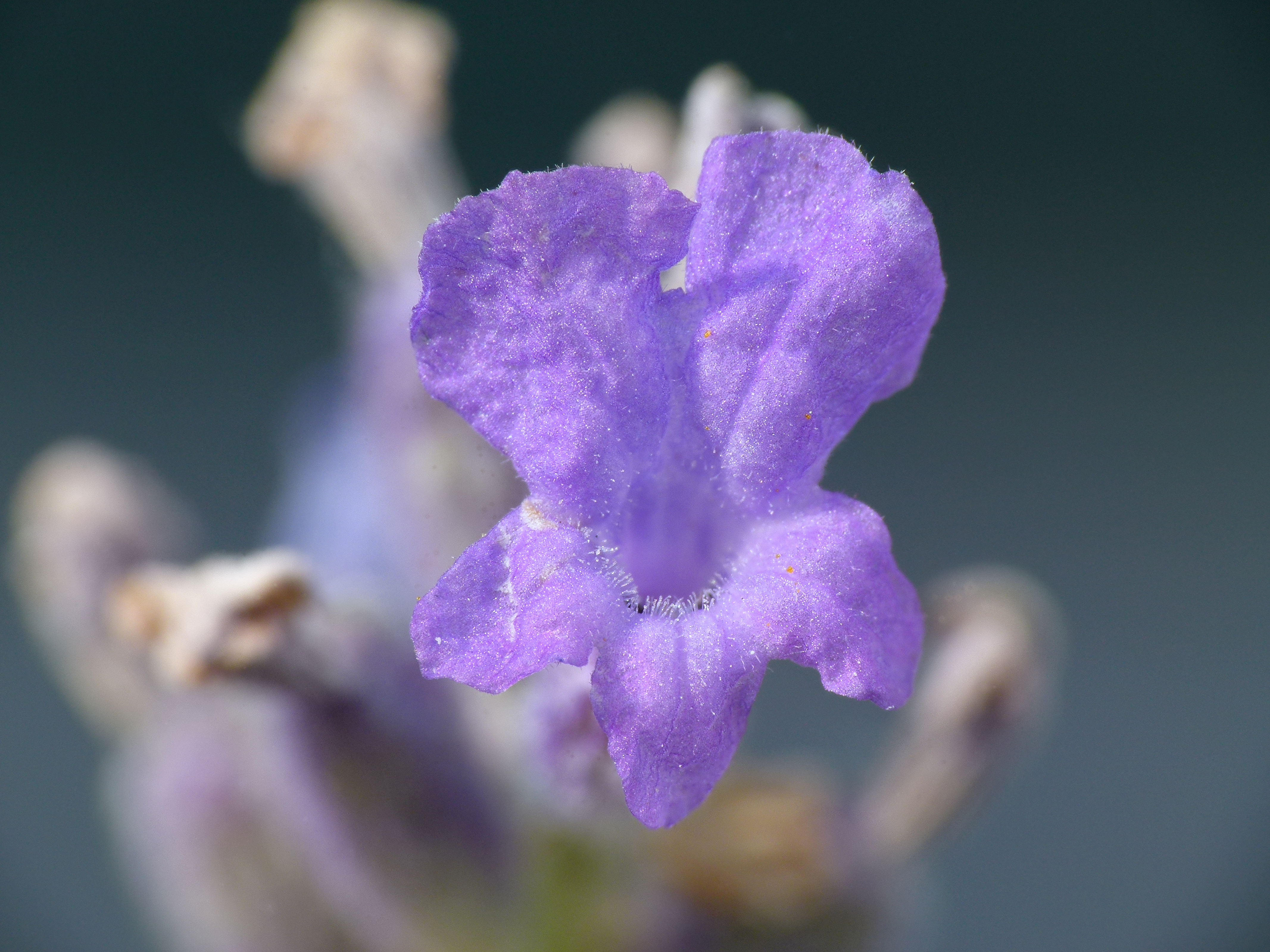
I fiori

### Radici
Le radici sono secondarie da rizoma. 

### Fusto
La parte aerea del fusto è legnosa, eretta con superficie pubescente. La parte alta è ramosa con i giovani rami di tipo erbaceo.

### Foglie
Le foglie lungo il fusto sono disposte in modo opposto. La lamina è intera con contorno da lineare a lineare-lanceolato e bordo revoluto. Le foglie sono profumate e persistenti. All'ascella delle foglie sono inseriti ciuffi di foglie più piccole. Dimensione delle foglie: larghezza 1,5 – 2 mm; lunghezza 15 – 25 mm.

### Infiorescenza
Le infiorescenze sono delle spighe di 3 – 8 cm. I fiori sono disposti a verticilli (da 6 - 12 fiori) e sono più o meno lungamente pedicellati e distanziati. Nell'infiorescenza sono presenti delle brattee a consistenza membranosa con forme rombiche e ristrette all'apice (la punta è allungata); la superficie si presenta con 5 - 7 nervature disposte a ventaglio. Dimensione delle brattee: larghezza 3 – 4 mm; lunghezza 6 – 8 mm. Le bratteole sono nulle o ridotte e non è presente un ciuffo di brattee sterili.

### Fiore
I fiori sono ermafroditi, zigomorfi, tetrameri (4-ciclici), ossia con quattro verticilli (calice – corolla - androceo – gineceo) e pentameri (5-meri: la corolla e il calice sono a 5 parti).
- Formula fiorale. Per la famiglia di queste piante viene indicata la seguente formula fiorale:

X, K (5), [C (2+3), A 2+2] G (2), (supero), drupa, 4 nucule
- Calice: il calice gamosepalo è del tipo da attinomorfo a subattinomorfo. La parte iniziale tubolare ha delle forme ovoidi-cilindriche ed è percorso da 13 o 15 nervature. Termina debolmente bilabiato: il labbro superiore è intero, quello inferiore ha 4 denti. Il calice è persistente e si dilata leggermente alla fruttificazione. Lunghezza del calice: 4 – 5 mm.
- Corolla: la corolla gamopetala è debolmente bilabiata con lobi di varie forme. Il portamento dei lobi in genere è patente (diritto e/o diffuso). Il tubo della corolla o è appena eccedente il calice oppure può essere 3 volte più lungo ed è comunque dilatato alle fauci. I colori variano da purpureo a violaceo. Lunghezza della corolla 9 – 12 mm.
- Androceo: gli stami sono quattro didinami (il paio anteriore è più lungo), sono declinanti e inclusi nel tubo corollino. I filamenti sono glabri. Le antere sono reniformi e sono confluenti. Il disco del nettare normalmente è formato da 4 lobi. I granuli pollinici sono del tipo tricolpato o esacolpato.
- Gineceo: l'ovario è supero formato da due carpelli saldati (ovario bicarpellare) ed è 4-loculare per la presenza di falsi setti divisori all'interno dei due carpelli. La placentazione è assile. Gli ovuli sono 4 (uno per ogni presunto loculo), hanno un tegumento e sono tenuinucellati (con la nocella, stadio primordiale dell'ovulo, ridotta a poche cellule).[13] Lo stilo inserito alla base dell'ovario (stilo ginobasico) è del tipo filiforme. Lo stigma è bilobato o privo di lobi e capitato.
- Fioritura: da giugno a settembre.

### Frutti
Il frutto è uno schizocarpo composto da 4 nucule glabre e lisce. Le nucule sono provviste di areole ed hanno delle varie forme, dimensioni e colori. La deiscenza è basale o laterale.

## Riproduzione
- Impollinazione: l'impollinazione avviene tramite insetti tipo ditteri e imenotteri (impollinazione entomogama).[8][14] In particolare la pianta è bottinata dalle api.
- Riproduzione: la fecondazione avviene fondamentalmente tramite l'impollinazione dei fiori (vedi sopra).
- Dispersione: i semi cadendo a terra (dopo essere stati trasportati per alcuni metri dal vento – disseminazione anemocora) sono successivamente dispersi soprattutto da insetti tipo formiche (disseminazione mirmecoria). I semi hanno una appendice oleosa (elaisomi, sostanze ricche di grassi, proteine e zuccheri) che attrae le formiche durante i loro spostamenti alla ricerca di cibo.[15]

## Ciclo fenologico
Nelle zone più calde la pianta entra in vegetazione a fine autunno o in pieno inverno, in quelle più fredde in primavera. L'epoca di fioritura ha inizio, secondo la ripresa vegetativa, da gennaio a maggio e si protrae per alcuni mesi.

## Distribuzione e habitat

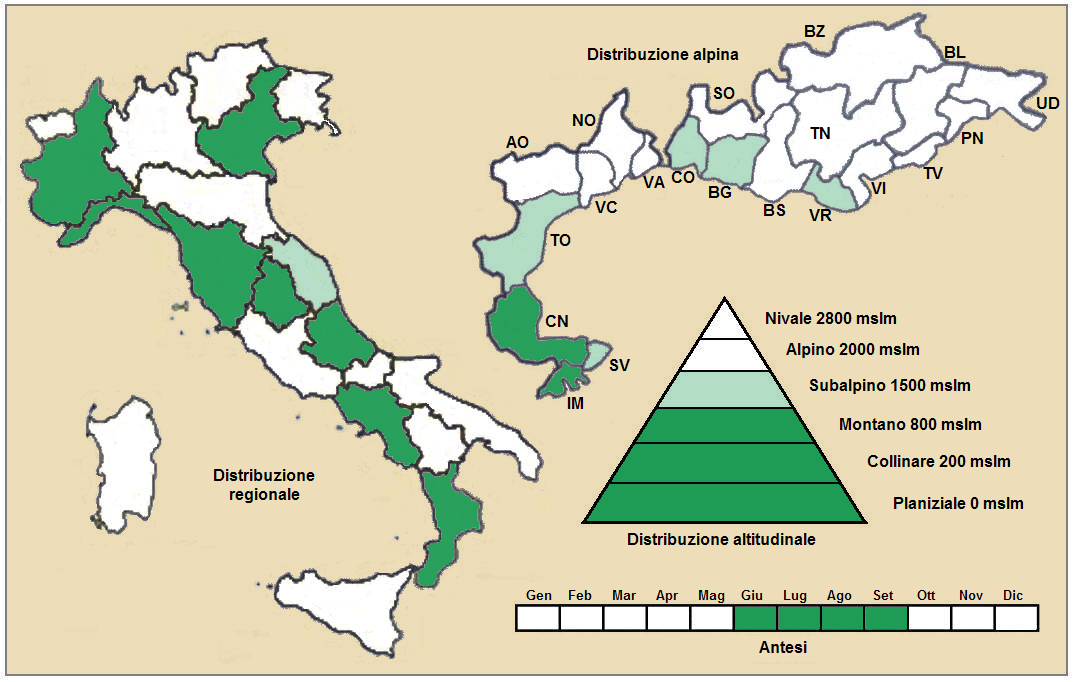
Distribuzione della pianta
(Distribuzione regionale – Distribuzione alpina)

- Geoelemento: il tipo corologico (area di origine) è Steno-Mediterraneo Occidentale.
- Distribuzione: in Italia è presente (ma raramente) in modo discontinuo lungo tutta la costa tirrenica (isole escluse). Fuori dall'Italia nelle Alpi questa specie si trova in Francia (dipartimenti di Alpes-de-Haute-Provence, Hautes-Alpes, Alpes-Maritimes e Drôme). Sugli altri rilievi europei collegati alle Alpi si trova nel Massiccio del Giura, Massiccio Centrale, Pirenei e Monti Balcani.[17] Nel resto dell'Europa è distribuita in tutta l'area mediterranea.[18]
- Habitat: l'habitat tipico per queste piante sono le macchie basse e le garighe; ma anche i terreni aridi e sassosi, esposti al sole.[18] Il substrato preferito è calcareo ma anche siliceo con pH neutro, bassi valori nutrizionali del terreno che deve essere arido.[17]
- Distribuzione altitudinale: sui rilievi queste piante si possono trovare fino a 1800 m s.l.m.; frequentano quindi i seguenti piani vegetazionali: collinare, montano e in parte quello subalpino (oltre a quello planiziale – a livello del mare).

### Fitosociologia
Dal punto di vista fitosociologico alpino Lavandula angustifolia appartiene alla seguente comunità vegetale:
- Formazione: delle comunità a emicriptofite e camefite delle praterie rase magre secche

- Classe: Festuco-Brometea

- Ordine: Ononidetalia striatae

## Tassonomia
La famiglia di appartenenza del genere (Lamiaceae), molto numerosa con circa 250 generi e quasi 7000 specie, ha il principale centro di differenziazione nel bacino del Mediterraneo e sono piante per lo più xerofile (in Brasile sono presenti anche specie arboree). Per la presenza di sostanze aromatiche, molte specie di questa famiglia sono usate in cucina come condimento, in profumeria, liquoreria e farmacia. La famiglia è suddivisa in 7 sottofamiglie; il genere Lavandula è descritto nella tribù Lavanduleae (di cui è l'unico genere) che appartiene alla sottofamiglia Nepetoideae.
Il numero cromosomico di L. angustifolia è: 2n = 54.

### Sottospecie
Per questa specie è riconosciuta come valida la seguente sottospecie:
- Lavandula angustifolia subsp. pyrenaica (DC.) Guinea, 1972 - Distribuzione: Francia e Spagna.[21]

### Ibrido
La specie di questa voce può facilmente ibridarsi con la specie Lavandula dentata L. per formare il seguente ibrido:
- Lavandula × cavanillesii D.Guillot & Rosselló, 2004

### Sinonimi
Questa entità ha avuto nel tempo diverse nomenclature. L'elenco seguente indica alcuni tra i sinonimi più frequenti:
- Lavandula angustifolia f. albiflora (Rehder) Geerinck
- Lavandula angustifolia subsp. angustifolia
- Lavandula angustifolia var. delphinensis  (Jord. ex Billot) O.Bolòs & Vigo
- Lavandula delphinensis  Jord. ex Billot
- Lavandula fragrans  Salisb.
- Lavandula minor  Garsault [Invalid]
- Lavandula officinalis  Chaix
- Lavandula officinalis f. albiflora  Rehder
- Lavandula officinalis var. delphinensis  (Jord. ex Billot) Rouy
- Lavandula spica  L.
- Lavandula spica var. angustifolia  (Ging.) Briq.
- Lavandula spica var. delphinensis  (Jord. ex Billot) Nyman
- Lavandula vera var. angustifolia  Ging.
- Lavandula vera var. ligustica  De Not.
- Lavandula vulgaris  Lam.

## Usi
Tra tutte le numerose varietà di lavanda usate a fini curativi, quella angustifolia viene ritenuta fondamentale per una serie di ragioni: innanzitutto l'olio essenziale prodotto dai suoi fiori risulta estremamente versatile in quanto si miscela bene con altri oli e inoltre gli vengono attribuite azioni terapeutiche molteplici.
In aromaterapia, viene utilizzata come antidepressivo, tranquillizzante, equilibrante del sistema nervoso, come decongestionante contro i raffreddori e l'influenza. Inoltre viene ritenuta efficace per abbassare la pressione arteriosa, per ridurre i problemi digestivi ed è miscelata con altre sostanza omeopatiche per curare il mal di schiena e il mal d'orecchie.
Uno degli usi più diffusi della lavanda è quello di repellente contro le tarme. La si trova in varie confezioni, ad esempio come olio essenziale o bustine o scatoline, da appendere oppure da riporre nei cassetti.

### Cucina
La lavanda è molto visitata dalle api, che ne raccolgono il nettare da cui producono un miele di ottima qualità, ma in Italia la pianta è poco diffusa al di fuori degli orti e giardini, quindi la produzione è scarsa nella penisola italiana.
I fiori sono eduli (commestibili) e, una volta essiccati, possono essere utilizzati per preparare dolci, biscotti o in risotti e gnocchi.